# Lucky Thirteen
Cet article concerne l'album de Neil Young. Pour l'épisode de Dr House intitulé ainsi dans sa version originale, voir La Vie privée de n° 13.
Albums de Neil Young
Unplugged
(1993) Sleeps with Angels
(1994)
Lucky Thirteen est une compilation de Neil Young comprenant treize titres (Thirteen), dont cinq inédits, enregistrés entre 1982 et 1988 pendant la période Geffen, sorti en 1993.

## Titres
1. Sample and Hold - (08:04), existe dans l'album Trans, 1982, version inédite.
2. Transformer Man - (03:19), extrait de l'album Trans, 1982.
3. Depression Blues - (04:07), inédit, aurait dû initialement paraître sur l'album Old Ways, 1985.
4. Get Gone - (05:06), inédit, enregistré en public avec The Shocking Pinks.
5. Don't Take Your Love Away From Me - (06:16),  enregistré en public avec The Shocking Pinks.
6. Once an Angel - (03:54), extrait de l'album Old Ways, 1985.
7. Where Is The Highway Tonight? - (03:04), extrait de l'album Old Ways, 1985.
8. Hippie Dream - (04:26), extrait de l'album Landing on Water, 1986.
9. Pressure - (02:46), extrait de l'album Landing on Water, 1986.
10. Around The World - (05:28), extrait de l'album Life, 1987.
11. Mideast Vacation - (04:22), extrait de l'album Life, 1987.
12. Ain't It The Truth - (07:38), inédit, enregistré en public avec The Bluenotes.
13. This Note's For You - (05:34), existe dans l'album This Note's for You, 1988, version inédite.

## Musiciens
- Neil Young : guitare, basse, clavier, vocoder, piano, harmonica, voix
- Crazy Horse :
  - Ralph Molina : batterie, voix
  - Frank Sampedro : guitare, synthé
  - Billy Talbot : basse
- The Shocking Pinks
  - Tim Drummond : basse
  - Ben Keith : guitares, saxophone alto, voix
  - Karl Himmel : batterie
  - Rick Palombi : tambourin, voix
  - Anthony Crawford : maracas, voix
- Spooner Oldham : orgue
- Craig Hayes : saxophone baryton
- Waylon Jennings : guitare, voix
- Gordon Terry : fiddle
- Joe Allen : basse
- Hargus "Pig" Robbins : piano
- Ralph Mooney : guitare
- David Kirby : guitare
- Danny Kortchmar : guitare, synthétiseur, voix
- Steve Jordan : batterie, synthétiseur, voix
- Chad Cromwell : batterie
- Rick (The Bass Player) Rosas : basse
- Steve Lawrence : saxophone ténor
- Larry Cragg : saxophone baryton
- Claude Cailliet : trombone
- John Fumo : trompette
- Tom Bray : trompette
- Rufus Thibodeaux : fiddle